# Amegilla rapida
Amegilla rapida es una especie de abeja excavadora perteneciente al género Amegilla, categorizada en la tribu Anthophorini, de la subfamilia Apinae.
Fue descrita científicamente por Smith en 1879. Aparece registrada y publicada en una sección de Descriptions of New Species of Hymenoptera in the Collection of the British Museum de 1879.

## Distribución
La especie se distribuye por África, específicamente en Sudáfrica.